# Kansas City, Misuri
Kansas City je največje mesto v ameriški zvezni državi Misuri. Leži v zahodnem Misuriju na meji z zvezno državo Kansas. Njegovo širše velemestno območje je drugo največje v Misuriju (za St. Louisom) in šteje dobra 2 milijona prebivalcev. Del velemesta se razteza tudi v Kansas in vključuje istoimensko mesto Kansas City, Kansas.
Kansas City je bil ustanovljen leta 1838 ob sotočju rek Misuri in Kansas. V mestu in okolici se je odvilo več bitk ameriške državljanske vojne; med najbolj znanimi je bitka pri Westportu. Z uvedbo tramvajev po drugi svetovni vojni so se prebivalci množično selili v predmestja. Prebivalstvo mesta Kansas City je tako padlo, rastlo pa je velemesto in skupno število prebivalcev.
Kansas City slovi po glasbenih dosežkih, predvsem v jazzu in bluesu, ter po kulinariki.